# キバシガモ
キバシガモ（学名：Anas undulata）は、カモ目カモ科に分類される鳥類の一種。

## 形態
嘴は鮮やかな黄色で、上嘴には2つの黒斑がある。体は全体に褐色で、頭部は暗色、体にはうろこ状の模様がある。

## 分布
東アフリカから南部アフリカなどで見られる。エチオピアや南アフリカでは一般的な野鳥だが、他ではそれほど多くは無い。

## 生態
雑食で、水草や植物の種子、根、葉の他に、昆虫や貝類なども食べる。淡水の湖沼や、流れのゆるやかな河川などに生息している。繁殖期は地域によって異なるが、一般的には雨季の始まる頃に繁殖活動をする。地面に草や羽毛などを敷いて巣を作り、4〜12個の卵を産む。